# Liste der Kulturdenkmale in Arnstein (Sachsen-Anhalt)
In der Liste der Kulturdenkmale in Arnstein (Sachsen-Anhalt) sind alle  Kulturdenkmale der Gemeinde Arnstein und ihrer Ortsteile aufgelistet. Grundlage ist das Denkmalverzeichnis des Landes Sachsen-Anhalt, das auf Basis des Denkmalschutzgesetzes des Landes Sachsen-Anhalt vom 21. Oktober 1991 durch das Landesamt für Denkmalpflege und Archäologie Sachsen-Anhalt erstellt und seither laufend ergänzt wurde (Stand: 31. Dezember 2022).

## Kulturdenkmale nach Ortsteilen

### Alterode
| Lage                                    | Bezeichnung      | Beschreibung | Erfassungs- nummer | Ausweisungsart               | Bild      |
| --------------------------------------- | ---------------- | --- | ------------------ | ---------------------------- | --------- |
| Friedhof (Karte)                        | Einfriedung      | Einfriedung | 094 65269          | Baudenkmal                   | BW        |
| Friedhof, Westseite, an der Einfriedung | Grabmal          | | 094 65271          | Baudenkmal                   |           |
| Koordinaten fehlen! Hilf mit.           | Haldenlandschaft | | 107 40046          | Baudenkmal                   |           |
| Einestraße (Karte)                      | Kirche           | Sankt Vitus | 094 65273          | Baudenkmal                   | Kirche    |
| Einestraße 6 (Karte)                    | Wohnhaus         | | 094 65259          | Baudenkmal                   | BW        |
| Einestraße 12 (Karte)                   | Bauernhof        | Bauernhof | 094 65260          | Baudenkmal                   | Bauernhof |
| Einestraße 12                           | Wohnhaus         | Wohnhaus | 094 65260 001      | Teilobjekt eines Baudenkmals |           |
| Einestraße 12                           | Scheune          | Scheune | 094 65260 002      | Teilobjekt eines Baudenkmals |           |
| Einestraße 13 (Karte)                   | Pfarrhof         | Pfarrhof Der zweistöckige Fachwerkbau wurde in der ersten Hälfte des 17. Jahrhunderts auf einem Bruchsteinsockel errichtet. Er besitzt ein Krüppelwalmdach sowie Halber-Mann-Figuren und gebogene Streben. | 094 65261          | Baudenkmal                   | Pfarrhof  |
| Einestraße 16 (Karte)                   | Bauernhof        | | 094 65262          | Baudenkmal                   | BW        |
| Einestraße 17 (Karte)                   | Gutshaus         | Gutshaus Faust | 094 65272          | Baudenkmal                   | BW        |
| Einestraße 19 (Karte)                   | Saalbau          | Tanzsaal | 094 65463          | Baudenkmal                   | BW        |
| Einestraße 27 (Karte)                   | Wohnhaus         | | 094 65263          | Baudenkmal                   | BW        |
| Friedensstraße 35 (Karte)               | Bauernhaus       | | 094 65264          | Baudenkmal                   | BW        |
| Hüttenhof 6 (Karte)                     | Bauernhof        | | 094 65265          | Baudenkmal                   | BW        |
| Kohlengasse 14 (Karte)                  | Wohnhaus         | | 094 65266          | Baudenkmal                   | BW        |
| Unterdorf 7 (Karte)                     | Wohnhaus         | | 094 65268          | Baudenkmal                   | BW        |
| Unterdorf 10 (Karte)                    | Mühlenhof        | Untere Mühle | 094 65267          | Baudenkmal                   | BW        |

### Arnstedt
| Lage                                           | Bezeichnung        | Beschreibung       | Erfassungs- nummer | Ausweisungsart                              | Bild |
| ---------------------------------------------- | ------------------ | ------------------ | ------------------ | ------------------------------------------- | ---- |
| Burgstraße 2                                   | Bauernhof          | Bauernhof          | 094 65274          | Baudenkmal                                  |      |
| Burgstraße 2                                   | Wohnhaus           | Wohnhaus           | 094 65274 001      | Teilobjekt eines Baudenkmals                |      |
| Burgstraße 2, im Westen                        | Wirtschaftsgebäude | Wirtschaftsgebäude | 094 65274 002      | Teilobjekt eines Baudenkmals                |      |
| Burgstraße 2                                   | Einfriedung        | Einfriedung        | 094 65274 003      | Teilobjekt eines Baudenkmals                |      |
| Burgstraße 18, 18a                             | Bauernhof          | Bauernhof          | 094 65275          | Baudenkmal                                  |      |
| Burgstraße 18, 18a                             | Scheune            | Scheune            | 094 65275 001      | Teilobjekt eines Baudenkmals                |      |
| Burgstraße 18, 18a                             | Toranlage          | Toranlage          | 094 65275 002      | Teilobjekt eines Baudenkmals - Kleindenkmal |      |
| Burgstraße 18, 18a                             | Einfriedung        | Einfriedung        | 094 65275 003      | Teilobjekt eines Baudenkmals - Kleindenkmal |      |
| Hauptstraße 18, 20                             | Wohnhaus           | Wohnhaus           | 094 65276          | Baudenkmal                                  |      |
| Hauptstraße 26                                 | Schmiede           | Schmiede           | 094 65277          | Baudenkmal                                  |      |
| Hauptstraße 26                                 | Scheune            | Scheune            | 094 65277 001      | Teilobjekt eines Baudenkmals                |      |
| Hauptstraße 26                                 | Scheune            | Scheune            | 094 65277 002      | Teilobjekt eines Baudenkmals                |      |
| Kirchweg                                       | Kirche             | Kirche             | 094 65283          | Baudenkmal                                  |      |
| Kirchweg, in der Kirche                        | Uhr                | Uhr                | 094 65283 001      | Teilobjekt eines Baudenkmals - Kleindenkmal |      |
| Kirchweg, in der Kirche                        | Glocke             | Glocke             | 094 65283 002      | Teilobjekt eines Baudenkmals - Kleindenkmal |      |
| Kirchweg, Kirchhof                             | Einfriedung        | Einfriedung        | 094 65283 003      | Teilobjekt eines Baudenkmals                |      |
| Kirchweg, an der Kirche                        | Schornstein        | Schornstein        | 094 65283 004      | Teilobjekt eines Baudenkmals                |      |
| Kirchweg                                       | Friedhof Arnstedt  | Friedhof           | 094 65279          | Baudenkmal                                  |      |
| Kirchweg 1                                     | Kindergarten       | Kindergarten       | 094 65282          | Baudenkmal                                  |      |
| Kirchweg 2                                     | Pfarrhof           | Pfarrhof           | 094 65284          | Baudenkmal                                  |      |
| Kirchweg 2                                     | Wohnhaus           | Wohnhaus           | 094 65284 001      | Teilobjekt eines Baudenkmals                |      |
| Kirchweg 2                                     | Garten             | Garten             | 094 65284 002      | Teilobjekt eines Baudenkmals                |      |
| Kirchweg 3, 3a (Karte)                         | Rittergut Arnstedt | Rittergut          | 094 65280          | Baudenkmal                                  | BW   |
| Kirchweg                                       | Stall              | Stall              | 094 65280 002      | Teilobjekt eines Baudenkmals                |      |
| Kirchweg, westlich und östlich vom Gärtnerhaus | Einfriedung        | Einfriedung        | 094 65280 003      | Teilobjekt eines Baudenkmals                |      |
| Kirchweg 3, 3a                                 | Gutshaus           | Gutshaus           | 094 65280 004      | Teilobjekt eines Baudenkmals                |      |
| Kirchweg 4a                                    | Scheune            | Scheune            | 094 65278          | Baudenkmal                                  |      |

### Bräunrode
| Lage                               | Bezeichnung        | Beschreibung | Erfassungs- nummer | Ausweisungsart               | Bild           |
| ---------------------------------- | ------------------ | --- | ------------------ | ---------------------------- | -------------- |
| Am Brandholz 17 (Karte)            | Wohnhaus           | Wohnhaus | 094 65294          | Baudenkmal                   | BW             |
| Dorfberg 4 (Karte)                 | Bauernhof          | Bauernhof | 094 65295          | Baudenkmal                   | BW             |
| Dorfberg 4                         | Wohnhaus           | Wohnhaus | 094 65295 001      | Teilobjekt eines Baudenkmals |                |
| Dorfberg 4, südlich des Wohnhauses | Wirtschaftsgebäude | Wirtschaftsgebäude | 094 65295 002      | Teilobjekt eines Baudenkmals |                |
| Dorfberg 4, Südseite des Gehöftes  | Wirtschaftsgebäude | Wirtschaftsgebäude | 094 65295 003      | Teilobjekt eines Baudenkmals |                |
| Dorfberg 4                         | Wirtschaftsgebäude | Wirtschaftsgebäude | 094 65295 004      | Teilobjekt eines Baudenkmals |                |
| Dorfberg 5 (Karte)                 | Wirtschaftsgebäude | | 094 65296          | Baudenkmal                   | BW             |
| Dorfberg 7 (Karte)                 | Pfarrhof           | Pfarrhof | 094 65297          | Baudenkmal                   | BW             |
| Dorfberg 7                         | Wohnhaus           | Wohnhaus | 094 65297 001      | Teilobjekt eines Baudenkmals |                |
| Dorfberg 7                         | Keller             | Keller | 094 65297 002      | Teilobjekt eines Baudenkmals |                |
| Dorfberg 7                         | Wirtschaftsgebäude | Wirtschaftsgebäude | 094 65297 003      | Teilobjekt eines Baudenkmals |                |
| Dorfberg 7, an der Nordostseite    | Einfriedung        | Einfriedung | 094 65297 004      | Teilobjekt eines Baudenkmals |                |
| Dorfberg 8 (Karte)                 | Bauernhaus         | | 094 65298          | Baudenkmal                   | BW             |
| Dorfberg 10 (Karte)                | Bauernhaus         | | 094 65299          | Baudenkmal                   | BW             |
| Hauptstraße (Karte)                | Kirche             | Die evangelische Kirche Sankt Nikolai ist eine romanische Saalkirche aus dem Jahr 1881. Sie wurde aus Ziegel- und Bruchsteinen mit einem eingezogenen, polygonalen Chor, und einem Westturm errichtet. Im Innern befindet sich eine Holzbalkendecke und eine hufeisenförmige Empore. Die Ausstattung stammt aus der Bauzeit der Kirche. | 094 65303          |                              | Weitere Bilder |
| Hauptstraße 14 (Karte)             | Bauernhof          | | 094 65300          | Baudenkmal                   | BW             |
| Hauptstraße 32 (Karte)             | Bauernhof          | | 094 65301          | Baudenkmal                   | BW             |
| Hauptstraße 44 (Karte)             | Bauernhaus         | | 094 65302          | Baudenkmal                   | BW             |
| Mittelstraße 5                     | Wohnhaus           | | 094 65304          | Baudenkmal                   |                |
| Sandhöhe 1/1a (Karte)              | Forsthof           | | 094 65305          | Baudenkmal                   | BW             |

### Friedrichrode
| Lage                                                 | Bezeichnung | Beschreibung            | Erfassungs- nummer | Ausweisungsart | Bild |
| ---------------------------------------------------- | ----------- | ----------------------- | ------------------ | -------------- | ---- |
| Hauptstraße westlich Bräunrode in Alleinlage (Karte) | Gutshof     | Rittergut Friedrichrode | 094 65306          | Baudenkmal     | BW   |

### Greifenhagen
| Lage                                      | Bezeichnung | Beschreibung | Erfassungs- nummer | Ausweisungsart | Bild |
| ----------------------------------------- | ----------- | ------------ | ------------------ | -------------- | ---- |
| vor dem Friedhof im Straßengraben (Karte) | Gedenkstein |              | 094 65840          | Baudenkmal     | BW   |
| Dorfstraße 28 (Karte)                     | Bauernhof   |              | 094 65838          | Baudenkmal     | BW   |
| Winkel 7 (Karte)                          | Bauernhaus  |              | 094 65839          | Baudenkmal     | BW   |

### Harkerode
| Lage                                                                                         | Bezeichnung | Beschreibung | Erfassungs- nummer | Ausweisungsart               | Bild           |
| -------------------------------------------------------------------------------------------- | ----------- | ------------ | ------------------ | ---------------------------- | -------------- |
| Brücke über den Windelsbach, Ortsausgang Alterode (Karte)                                    | Brücke      | Brücke       | 094 65702          | Baudenkmal                   | BW             |
| Brücke über den Schloßbach, nordöstlicher Ortsausgang Richtung Sylda                         | Brücke      |              | 094 65703          | Baudenkmal                   |                |
| östlich des heutigen Ortes (Karte)                                                           | Burg        |              | 094 65701          |                              | Weitere Bilder |
| Friedhof, Mitte der Nordseite                                                                | Grabmal     |              | 094 65704          | Baudenkmal                   |                |
| Ortsmitte (Karte)                                                                            | Kirche      |              | 094 65705          |                              | Weitere Bilder |
| nordwestlich des Arnsteins, am Hang, auf der Ostseite des Weges unterhalb der Burg gelegen   | Mausoleum   |              | 094 65706          | Baudenkmal                   |                |
| Am Arnstein 1 Unterschloß, südlich der Burg (Karte)                                          | Pächterhaus |              | 094 65707          | Baudenkmal                   | BW             |
| Hauptstraße 16 (Karte)                                                                       | Bauernhaus  |              | 094 65708          | Baudenkmal                   | BW             |
| Lindenallee 2 (Karte)                                                                        | Gutshof     | Schloß       | 094 65709          | Baudenkmal                   | Gutshof        |
| Lindenallee                                                                                  | Park        | Park         | 094 65709 001      | Teilobjekt eines Baudenkmals |                |
| Lindenallee 2 im oberen Schlossparkgelände, ca. 200 m nordöstlich vom Schloss, jetzt im Wald | Mausoleum   |              | 094 65710          | Baudenkmal                   |                |

### Pfersdorf
| Lage                                                                 | Bezeichnung | Beschreibung    | Erfassungs- nummer | Ausweisungsart | Bild |
| -------------------------------------------------------------------- | ----------- | --------------- | ------------------ | -------------- | ---- |
| Pfersdorfer Gut 1, 2, 3, 4, 5, 6, 7, 8 südlich von Quenstedt (Karte) | Vorwerk     | Bartelsches Gut | 094 65975          | Baudenkmal     | BW   |

### Quenstedt
| Lage | Bezeichnung      | Beschreibung | Erfassungs- nummer | Ausweisungsart | Bild   |
| --- | ---------------- | --- | ------------------ | -------------- | ------ |
| südöstlich von Quenstedt | Haldenlandschaft | Lichtlochhaldenzug Wiederstedter Stollen | 107 40062          | Baudenkmal     |        |
| Arnstedter Straße 6, 8, 10, 12, 14, 16, 17, 18, 18a, 19, 20, 21, 22, 23, 24, 25, 26, 27, 28, 29, 30, 31, 32, 33, 35, 37 (Karte) | Straßenzug       | | 094 65960          | Denkmalbereich | BW     |
| Arnstedter Straße 12 (Karte) | Bauernhof        | | 094 65961          | Baudenkmal     | BW     |
| Arnstedter Straße 27 (Karte) | Bauernhof        | | 094 65962          | Baudenkmal     | BW     |
| Arnsteinstraße 1 (Karte) | Schloss          | Die als Ruine bestehende Renaissance Anlage stammt ursprünglich aus der zweiten Hälfte des 16. Jahrhunderts. Erhalten geblieben sind der zweigeschossige Rechteckbau sowie die Reste eines eingestürzten Treppenturms mit Kielbogenwänden und die Reste der Umfassungsmauer. | 094 65957          | Baudenkmal     | BW     |
| Arnsteinstraße 3 (Karte) | Bauernhof        | | 094 65958          | Baudenkmal     | BW     |
| Arnsteinstraße 4, 5 (Karte) | Bauernhof        | | 094 65959          | Baudenkmal     | BW     |
| Ringstraße (Karte) | Spritzenhaus     | | 094 65969          | Baudenkmal     | BW     |
| Ringstraße 7 Ecklage (Karte) | Rathaus          | Brauner Hirsch | 094 65963          | Baudenkmal     | BW     |
| Ringstraße 10 (Karte) | Bauernhof        | | 094 65964          | Baudenkmal     | BW     |
| Ringstraße 12 (Karte) | Bauernhof        | | 094 65965          | Baudenkmal     | BW     |
| Ringstraße 13 (Karte) | Kirche           | Sankt Bonifatius | 094 65966          | Baudenkmal     | Kirche |
| Ringstraße 14 (Karte) | Pfarrhof         | Der villenartige Jugendstilbau mit einem reich gegliederten Grund- und Aufriss wurde im Jahr 1910 errichtet. | 094 65967          | Baudenkmal     | BW     |
| Ringstraße 15 (Karte) | Pfarrhof         | | 094 65968          | Baudenkmal     | BW     |
| Unterstraße 1 (Karte) | Bauernhof        | | 094 65970          | Baudenkmal     | BW     |
| Unterstraße 11 (Karte) | Bauernhof        | | 094 65971          | Baudenkmal     | BW     |
| Unterstraße 18 (Karte) | Gasthof          | | 094 65972          | Baudenkmal     | BW     |
| Welbslebener Straße | Friedhof         | | 094 65974          | Baudenkmal     |        |

### Sandersleben (Anhalt)
| Lage | Bezeichnung             | Beschreibung | Erfassungs- nummer | Ausweisungsart               | Bild                |
| --- | ----------------------- | --- | ------------------ | ---------------------------- | ------------------- |
| schmaler Weg nördlich des Friedhofs (Karte) | Stadtbefestigung        | Stadtbefestigung | 094 66036          | Baudenkmal                   | BW                  |
| oberhalb der Bahn (Karte) | Wasserhaltung           | | 107 40094          | Baudenkmal                   | BW                  |
| Kreuzung der Straßen nach Alsleben bzw. Schackenthal, nordöstlich des Ortes (Karte) | Wasserwerk              | | 094 66037          | Baudenkmal                   | Wasserwerk          |
| Ascherslebener Straße (Karte) | Gasthof                 | Restaurant Stadthalle | 094 65986          | Baudenkmal                   | BW                  |
| Ascherslebener Straße 1, 2, 3, 4, 5, 6, 7, 8, 9, 10, 11, 12, 13, 15, August-Bebel-Straße 3, 4, 5, 6, 7, 8, 9, 10, 11, 12, 13, 14, Badergasse 1, 2, 3, 4, 5, 6, 7, 8, 9, 10, 11, 12, 13, 14, 15, 16, 17, 18, 19, 20, Bernburger Straße 1, 2, 3, 4, 5, 6, 7, 8, 9, 10, 11, 12, 13, 36, 37, 38, 39, 40, 41, 42, 43, Eislebener Straße 1, 2, 3, 4, 5, 6, 21, 22, 23, 24, 25, 26, Eislebener Straße 1, 2, 3, 4, 5, 6, 21, 22, 23, 24, 25, 26, Ernst-Thälmann-Platz 2, 3, 4, 5, 6, 7, 8, 9, 10, Ernst-Thälmann-Platz 2, 3, 4, 5, 6, 7, 8, 9, 10, Friedensstraße 1, 2, 3, 4, 5, 6, 7, 8, 9, 10, 11, 12, 13, 14, 15, 30, 31, 32, 33, 34, 35, 36, 37, 38, 39, 40, 41, 42, 43, 44, 45, 46, Brücke über den Mühlgraben, Friedhofstraße 1, 2, 3, 4, 5, 6, 7, 8, Gartenstraße 1, 2, 3, 4, 5, 6, 7, 10, 11, Kanalstraße 1, 2, 3, 4, Kiethof 1, 2, 3, 5, 6, 8, 9, 11, Markt 1, 2, 3, 4, 5, 6, 7, 8, 9, 10, 11, 12, 13, 14, Schulstraße 1, 2, 3, 4, 5, 6, 7, 8, 9, 10, 11, 12, 13, 14, 15, 16, 17,18, 19, 20, 21, 22, 23, 24, 25, 26, 27, 28, 29, 30, 31, 32, (Karte) | Altstadt                | | 094 66038          | Baudenkmal                   | Altstadt            |
| Ascherslebener Straße 24 (Karte) | Villa                   | | 094 65984          | Baudenkmal                   | Villa               |
| Ascherslebener Straße 25 (Karte) | Altenheim               | Espenhahn-Stiftung | 094 65985          | Baudenkmal                   | BW                  |
| August-Bebel-Straße 13 (Karte) | Wohnhaus                | | 094 65987          | Baudenkmal                   | BW                  |
| Badergasse 1 (Karte) | Wohnhaus                | | 094 65988          | Baudenkmal                   | BW                  |
| Badergasse 5 (Karte) | Wohnhaus                | | 094 65989          | Baudenkmal                   | BW                  |
| Badergasse 9 (Karte) | Wohnhaus                | | 094 65990          | Baudenkmal                   | BW                  |
| Badergasse 15 (Karte) | Ackerbürgerhaus         | | 094 65991          | Baudenkmal                   | BW                  |
| Bahnhofstraße nordöstlich des Bahnhofs (Karte) | Wasserturm              | Eisenbahnwasserturm | 094 65993          | Baudenkmal                   | Wasserturm          |
| Bahnhofstraße 1, 2, 3, 4 (Karte) | Häusergruppe            | | 094 65992          | Baudenkmal                   | Häusergruppe        |
| Bergstraße (Karte) | Friedhof                | Der neue Jüdischer Friedhof in Sandersleben wurde ca. 1830 angelegt. Er liegt im Nordosten der Stadt nördlich der Straße Chausseeberg (bis 2018 Bergstraße). Er ist etwa 30 × 30 Meter groß und mit einer massiven Mauer umgeben. Etwa 50 Grabsteine sind erhalten. | 094 65994          | Baudenkmal                   | Weitere Bilder      |
| Bernburger Straße 8 (Karte) | Wohn- und Geschäftshaus | | 094 65995          | Baudenkmal                   | BW                  |
| Bernburger Straße 41 (Karte) | Ackerbürgerhaus         | | 094 65996          | Baudenkmal                   | BW                  |
| Eislebener Straße 2 (Karte) | Ackerbürgerhaus         | | 094 65997          | Baudenkmal                   | BW                  |
| Eislebener Straße 8 (Karte) | Armenhaus               | Das Armenhaus befand sich ehemals vor den Toren der Stadt und wurde als zweigeschossiger Fachwerkbau auf einem Erdgeschoss aus Bruchsteinen errichtet. Das erstmals im Jahr 1410 errichtete Gebäude wurde 1630 durch einen Brand zerstört. Der jetzige Bau stammt aus dem Jahr 1710 mit geringen Veränderungen aus dem 19. Jahrhundert. Über dem Hauptportal befindet sich eine barocke Wappenkartusche mit einer Bauinschrift.                                 | 094 65998          | Baudenkmal                   | BW                  |
| Eislebener Straße 18 (Karte) | Villa                   | | 094 65983          | Baudenkmal                   | BW                  |
| Eislebener Straße 20 (Karte) | Heilig-Kreuz-Kirche     | Die ehemals katholische Kirche wurde zusammen mit dem anschließenden Pfarrhaus 1897 errichtet und 2010 profaniert. | 094 66015          | Baudenkmal                   | Heilig-Kreuz-Kirche |
| Ernst-Thälmann-Platz 7 (Karte) | Schule                  | Der stattliche, klassizistische Putzbau wurde auf einem winkelförmigen Grundriss im Jahr 1839 errichtet. Die ehemalige Knabenschule ist zweigeschossig mit einer klar gegliederten sechsachsigen Front, einem Mittelportal und einem profilierten, geschossteilenden Gesims. | 094 65999          | Baudenkmal                   | Schule              |
| Ernst-Thälmann-Platz 8 (Karte) | Wohnhaus                | | 094 66000          | Baudenkmal                   | Wohnhaus            |
| Ernst-Thälmann-Platz 11 (Karte) | Ackerbürgerhof          | | 094 66001          | Baudenkmal                   | BW                  |
| Friedensstraße (Karte) | Schloss                 | Schloss Das Schloss wurde erstmals in den Jahren 1313 und 1316 als Gebäude mit Turm und Haus erwähnt. Bis 1632 war es gelegentlich Wohn- und Witwensitz der Fürsten von Anhalt. Die doppelgeschossige zweiflüglige Anlage ist im Kern gotisch, wurde jedoch stark verändert. Im Keller befinden sich noch Räume mit Tonnendecken und Kreuzgratgewölben. Das Hoftor besitzt einen barocken Dreieckgiebel. Heute werden die Räumlichkeiten als Wohnungen genutzt. | 094 66011          | Baudenkmal                   | BW                  |
| Friedensstraße, zwischen Wipper und Mühlgraben | Park                    | Park | 094 66011 001      | Teilobjekt eines Baudenkmals |                     |
| Friedensstraße Hof, Nr. 6(?) (Karte) | Wirtschaftsgebäude      | | 094 66005          | Baudenkmal                   | BW                  |
| Friedensstraße 1 (Karte) | Rathaus                 | Das Rathaus ist ein zweigeschossiger Renaissancebau aus den Jahren 1556 bis 1559. Im Jahr 1853 erfolgte eine grundlegende Erneuerung des Gebäudes sowie der Anbau eines Flügels. Der Anbau ist mit seinen Zwerchgiebeln reich gegliedert. Er besitzt eine Prunktreppe und einen runden Erker mit einer geschweiften Haube. Aus dem 16. Jahrhundert sind mehrere Stabwerkportale erhalten.                                                                       | 094 66003          | Baudenkmal                   | Rathaus             |
| Friedensstraße 4 (Karte) | Ackerbürgerhaus         | | 094 66004          | Baudenkmal                   | BW                  |
| Friedensstraße 16 Ecklage (Karte) | Postamt                 | | 094 66006          | Baudenkmal                   | Postamt             |
| Friedensstraße 25a (Karte) | Wohnhaus                | | 094 66007          | Baudenkmal                   | BW                  |
| Friedensstraße 33 (Karte) | Wohnhaus                | | 094 66008          | Baudenkmal                   | Wohnhaus            |
| Friedensstraße 39 (Karte) | Ackerbürgerhof          | | 094 66009          | Baudenkmal                   | Ackerbürgerhof      |
| Friedensstraße 45 (Karte) | Ackerbürgerhaus         | | 094 66010          | Baudenkmal                   | BW                  |
| Friedhofstraße (Karte) | Friedhof                | Die eingefriedete Anlage mit einem kreuzförmigen Wegesystem wurde 1847 angelegt. Im Norden befindet sich eine aufwendig gestaltete, klassizistische Feierhalle aus dem Ende des 19. Jahrhunderts. Auf der westlichen Erweiterung der Friedhofsanlage wurde im Jahr 1889 eine schlichte Einsegnungshalle in neugotischen Bauformen errichtet. | 094 66014          | Baudenkmal                   | BW                  |
| Friedhofstraße 1 (Karte) | Ackerbürgerhof          | | 094 66012          | Baudenkmal                   | BW                  |
| Friedhofstraße 8 (Karte) | Wohnhaus                | | 094 66013          | Baudenkmal                   | BW                  |
| Kanalstraße 4 (Karte) | Wohnhaus                | | 094 66016          | Baudenkmal                   | BW                  |
| Kiethof 11 (Karte) | Ackerbürgerhof          | Das Haus mit den dreizehn Fenstern ist ein zweigeschossiger Putzbau von sieben Achsen mit einem Sitznischenportal Stabwerkrahmungen in den Fenstergewänden. Bezeichnet ist es mit Balthasar Buhr 1604. | 094 66017          | Baudenkmal                   | Ackerbürgerhof      |
| Markt (Karte) | Kirche                  | Sankt Mariae | 094 66025          |                              | Weitere Bilder      |
| Markt 1 (Karte) | Wohn- und Geschäftshaus | | 094 66018          | Baudenkmal                   | BW                  |
| Markt 2 (Karte) | Wohn- und Geschäftshaus | | 094 66019          | Baudenkmal                   | BW                  |
| Markt 3 (Karte) | Wohnhaus                | | 094 66020          | Baudenkmal                   | BW                  |
| Markt 4 (Karte) | Ackerbürgerhaus         | | 094 66021          | Baudenkmal                   | BW                  |
| Markt 7 (Karte) | Wohnhaus                | | 094 66022          | Baudenkmal                   | BW                  |
| Markt 10 (Karte) | Ackerbürgerhof          | | 094 66023          | Baudenkmal                   | BW                  |
| Markt 11 (Karte) | Kaufmannshof            | | 094 66024          | Baudenkmal                   | BW                  |
| Obermühle 1 südwestlich des Ortes (Karte) | Mühlenhof               | Obermühle | 094 66035          | Baudenkmal                   | BW                  |
| Schackenthaler Straße westliche Straßenseite (Karte) | Distanzstein            | | 094 66026          | Baudenkmal                   | Distanzstein        |
| Schulstraße 2 (Karte) | Wohnhaus                | | 094 66027          | Baudenkmal                   | BW                  |
| Schulstraße 3 (Karte) | Keller                  | | 094 66028          | Baudenkmal                   | BW                  |
| Schulstraße 10 (Karte) | Wirtschaftsgebäude      | | 094 66029          | Baudenkmal                   | BW                  |
| Schulstraße 24 (Karte) | Schule                  | | 094 66030          | Baudenkmal                   | BW                  |
| Schulstraße 25 (Karte) | Schule                  | Geschwister-Scholl-Schule | 094 66031          | Baudenkmal                   | Schule              |
| Untermühle 10 (Karte) | Mühle                   | Untermühle | 094 66032          | Baudenkmal                   | BW                  |
| Zandirgasse 3 (Karte) | Wohnhaus                | | 094 66033          | Baudenkmal                   | BW                  |
| Zandirgasse 4, Zandirgasse 4 (Karte) | Wohnhaus                | | 094 66034          | Baudenkmal                   | BW                  |

### Stangerode
| Lage                     | Bezeichnung      | Beschreibung | Erfassungs- nummer | Ausweisungsart | Bild       |
| ------------------------ | ---------------- | --- | ------------------ | -------------- | ---------- |
| Deistraße (Karte)        | Kirche           | Die evangelische Kirche Sankt Salvator ist ein rechteckiger Bruchsteinbau aus dem 18. Jahrhundert. Der Westturm der Kirche wurde in der zweiten Hälfte des 19. Jahrhunderts errichtet. Im Innern befindet sich eine Holztonnendecke und eine Hufeisenempore, die an den Längswänden zweigeschossig ist. Die Kirche besitzt einen großen Kanzelaltar mit seitlichen Durchgängen sowie ein sich anschließendes, vergittertes Pfarr- und Patronatsgestühl. | 094 65115          | Baudenkmal     | Kirche     |
| Deistraße 33 (Karte)     | Bauernhof        | | 094 65113          | Baudenkmal     | BW         |
| Deistraße 39 (Karte)     | Gasthof          | Zum Schwarzen Roß | 094 65114          | Baudenkmal     | BW         |
| Dorfstraße               | Brücke           | | 094 65118          | Baudenkmal     |            |
| Dorfstraße 4             | Bauernhof        | | 094 65116          | Baudenkmal     |            |
| Dorfstraße 15            | Bauernhaus       | | 094 65117          | Baudenkmal     |            |
| Hahmberg (Karte)         | Feierhalle       | | 094 65120          | Baudenkmal     | Feierhalle |
| Hahmberg 5 (Karte)       | Landarbeiterhaus | | 094 65119          | Baudenkmal     | BW         |
| Mühlbergstraße 2 (Karte) | Bauernhof        | | 094 65121          | Baudenkmal     | BW         |

### Sylda
| Lage                                                   | Bezeichnung | Beschreibung | Erfassungs- nummer | Ausweisungsart | Bild           |
| ------------------------------------------------------ | ----------- | --- | ------------------ | -------------- | -------------- |
| östlich von Sylda an der Straße nach Quenstedt (Karte) | Wegweiser   | | 094 65135          | Kleindenkmal   | BW             |
| Am Ring 2                                              | Schule      | | 094 65131          | Baudenkmal     |                |
| Harzweg westlicher Ortsrand (Karte)                    | Wegweiser   | | 094 65639          | Kleindenkmal   | BW             |
| Hauptstraße                                            | Gutshof     | | 094 65128          | Baudenkmal     |                |
| Hauptstraße 9                                          | Wohnhaus    | | 094 65123          | Baudenkmal     |                |
| Hauptstraße 10                                         | Bauernhof   | | 094 65124          | Baudenkmal     |                |
| Hauptstraße 12                                         | Bauernhof   | | 094 65125          | Baudenkmal     |                |
| Hauptstraße 18                                         | Bauernhof   | | 094 65126          | Baudenkmal     |                |
| Hauptstraße 30                                         | Bauernhof   | | 094 65127          | Baudenkmal     |                |
| Mittelstraße (Karte)                                   | Kirche      | Die Evangelische Kirche Sankt Marien wurde im 18. Jahrhundert aus Bruchsteinen errichtet. Im Jahr 1888 wurde sie stark überformt. Der Westturm mit Haube und Laterne ist im Kern romanisch. Die einheitliche Ausstattung stammt aus der Zeit um 1888. Auf dem Friedhof der Kirche befinden sich mehrere barocke Grabsteine. Eine romanische Taufe aus Sandstein steht im Pfarrgarten des Ortes. | 094 65130          |                | Weitere Bilder |
| Schulweg 10                                            | Schule      | | 094 65133          | Baudenkmal     |                |
| (Karte)                                                | Wegestein   | |                    | Kleindenkmal   | BW             |
| (Karte)                                                | Wegestein   | |                    | Kleindenkmal   | BW             |

### Ulzigerode
| Lage                                                  | Bezeichnung  | Beschreibung | Erfassungs- nummer | Ausweisungsart | Bild           |
| ----------------------------------------------------- | ------------ | --- | ------------------ | -------------- | -------------- |
| nordöstlich des Ortes                                 | Wegweiser    | | 094 65143          | Kleindenkmal   |                |
| 2 km südwestlich von Ulzigerode am Weg nach Pansfelde | Wegweiser    | | 094 65638          | Kleindenkmal   |                |
| an einer Wegekreuzung südwestlich des Ortes           | Distanzstein | | 094 65140          | Baudenkmal     |                |
| nordwestlicher Ortsrand                               | Scheune      | | 094 65142          | Baudenkmal     |                |
| Hauptstraße (Karte)                                   | Kirche       | Sankt Petri | 094 65139          |                | Weitere Bilder |
| Hauptstraße 8                                         | Bauernhof    | | 094 65136          | Baudenkmal     |                |
| Hauptstraße 10 (Karte)                                | Gutshaus     | Das Gutshaus ist ein stattlicher Barockbau in zwei Geschossen aus dem 18. Jahrhundert. Es besitzt einen geschweiften Giebel, einen Erker sowie eine Freitreppe. In den Jahren 1997 und 1998 wurde das Gebäude restauriert. | 094 65141          | Baudenkmal     | Gutshaus       |
| Hauptstraße 16 (Karte)                                | Bauernhof    | | 094 65137          | Baudenkmal     | BW             |
| Hauptstraße 25                                        | Gasthaus     | | 094 65138          | Baudenkmal     |                |

### Welbsleben
| Lage                                                                                 | Bezeichnung | Beschreibung                        | Erfassungs- nummer | Ausweisungsart | Bild           |
| ------------------------------------------------------------------------------------ | ----------- | ----------------------------------- | ------------------ | -------------- | -------------- |
| An der Kirche (Karte)                                                                | Kirche      | Hauptartikel: Dorfkirche Welbsleben | 094 65186          |                | Weitere Bilder |
| Am Anger (Karte)                                                                     | Friedhof    |                                     | 094 65170          | Baudenkmal     | BW             |
| Am Bach 2 (Karte)                                                                    | Wohnhaus    |                                     | 094 65171          | Baudenkmal     | BW             |
| Birkenweg 3 (Karte)                                                                  | Mühlenhof   | Fach-Mühle, Dey-Mühle               | 094 65172          | Baudenkmal     | BW             |
| Grüne Gasse 5 (Karte)                                                                | Toranlage   |                                     | 094 65174          | Baudenkmal     | BW             |
| Grüne Gasse 24 (Karte)                                                               | Villa       |                                     | 094 65175          | Baudenkmal     | BW             |
| Harkeröder Straße 1, 2, 3, 4, 5, 6, 7, 12, 13, 15, Querstraße 1, 7, 8, 9, 10 (Karte) | Ortskern    |                                     | 094 65176          | Denkmalbereich | Ortskern       |
| Harkeröder Straße 7 (Karte)                                                          | Bauernhof   |                                     | 094 65178          | Baudenkmal     | Bauernhof      |
| Harkeröder Straße 12 (Karte)                                                         | Bauernhof   |                                     | 094 65179          | Baudenkmal     | BW             |
| Harkeröder Straße 13 (Karte)                                                         | Bauernhof   |                                     | 094 65180          | Baudenkmal     | BW             |
| Harkeröder Straße 15 (Karte)                                                         | Gasthof     | Zur Linde                           | 094 65181          | Baudenkmal     | BW             |
| Harkeröder Straße 17 (Karte)                                                         | Gasthof     | Zur Forelle                         | 094 65182          | Baudenkmal     | BW             |
| Harkeröder Straße 3, 4 (Karte)                                                       | Bauernhaus  |                                     | 094 65177          | Baudenkmal     | BW             |
| Querstraße 8 (Karte)                                                                 | Bauernhof   |                                     | 094 65183          | Baudenkmal     | BW             |
| Waldbadweg 2 (Karte)                                                                 | Bauernhof   |                                     | 094 65184          | Baudenkmal     | BW             |
| Waldbadweg 6 (Karte)                                                                 | Bauernhof   |                                     | 094 65185          | Baudenkmal     | BW             |

### Wiederstedt
| Lage                                    | Bezeichnung             | Beschreibung                             | Erfassungs- nummer | Ausweisungsart               | Bild           |
| --------------------------------------- | ----------------------- | ---------------------------------------- | ------------------ | ---------------------------- | -------------- |
| An der Kirche 8 (Karte)                 | Schule                  |                                          | 094 65198          | Baudenkmal                   | BW             |
| Hauptstraße (Karte)                     | Distanzstein            |                                          | 094 65197          | Baudenkmal                   | BW             |
| Lindenstraße 23 (Karte)                 | Kindergarten            |                                          | 094 65190          | Baudenkmal                   | BW             |
| Mühlweg 2 (Karte)                       | Schule                  |                                          | 094 65191          | Baudenkmal                   | BW             |
| Mühlweg 11 (Karte)                      | Pfarrhof                |                                          | 094 65192          | Baudenkmal                   | BW             |
| Schäfergasse 6 (Karte)                  | Kloster                 | Sankt Marien                             | 094 65195          |                              | Weitere Bilder |
| Schäfergasse, Oberwiederstedt           | Kirche                  | Kirche                                   | 094 65195 001      | Teilobjekt eines Baudenkmal  |                |
| Schäfergasse 6 (Karte)                  | Schloss Oberwiederstedt | Schloss                                  | 094 66045          | Baudenkmal                   | Weitere Bilder |
| Schäfergasse, Oberwiederstedt           | Park                    | Park                                     | 094 66045 001      | Teilobjekt eines Baudenkmals |                |
| Schulberg 5 (Karte)                     | Schule                  | Schule                                   | 094 65193          | Baudenkmal                   | BW             |
| An der Kirche (Karte)                   | Kirche St. Marien       | Kirche                                   | 094 65199          | Baudenkmal                   | BW             |
| nordwestlich von Wiederstedt            | Haldenlandschaft        | Lichtlochhaldenzug Wiederstedter Stollen | 107 40061          | Baudenkmal                   |                |
| Eisenbahnlinie Hettstedt – Sandersleben | Brücke                  |                                          | 094 65200          | Baudenkmal                   |                |

### Willerode
| Lage                  | Bezeichnung | Beschreibung | Erfassungs- nummer | Ausweisungsart | Bild |
| --------------------- | ----------- | --- | ------------------ | -------------- | ---- |
| die Ortsmitte bildend | Gutshof     | Das Herrenhaus des Gutshofes ist ein spätklassizistischer Bau in elf Achsen. Es wurde im 19. Jahrhundert unter Verwendung von älteren Resten eines Vorgängerbaus errichtet. Das Erdgeschoss des Gebäudes ist mit Steinen verblendet. | 094 65307          | Baudenkmal     |      |

## Ehemalige Kulturdenkmale nach Ortsteilen
Die nachfolgenden Objekte waren ursprünglich ebenfalls denkmalgeschützt oder wurden in der Literatur als Kulturdenkmale geführt. Die Denkmale bestehen heute jedoch nicht mehr, ihre Unterschutzstellung wurde aufgehoben oder sie werden nicht mehr als Denkmale betrachtet. Mitunter sind Einzelobjekte aber noch immer Bestandteil eines geschützten Denkmalbereichs.

### Alterode
| Lage                              | Bezeichnung | Beschreibung | Erfassungs- nummer | Ausweisungsart | Bild |
| --------------------------------- | ----------- | ------------ | ------------------ | -------------- | ---- |
| Östlich der Einestraße am Hutberg | Gasse       |              | 094 65270          | Denkmalbereich |      |

### Arnstedt
| Lage           | Bezeichnung | Beschreibung | Erfassungs- nummer | Ausweisungsart               | Bild |
| -------------- | ----------- | --- | ------------------ | ---------------------------- | ---- |
| Kirchweg 3, 3a | Wohnhaus    | Wohnhaus Das Wohnhaus war als Teilobjekt des Rittergutes Arnstedt registriert, wird zumindest seit 2020 jedoch als ehemaliges Denkmal geführt. | 094 65280 001      | Teilobjekt eines Baudenkmals |      |

### Quenstedt
| Lage                   | Bezeichnung | Beschreibung                                                                                              | Erfassungs- nummer | Ausweisungsart | Bild |
| ---------------------- | ----------- | --- | ------------------ | -------------- | ---- |
| Unterstraße 19 (Karte) | Bauernhof   | Bauernhof 2022 wurde, nach der Bauernhof nicht mehr vorhanden war, aus dem Denkmalverzeichnis gestrichen. | 094 65973          | Baudenkmal     | BW   |

### Sandersleben (Anhalt)
| Lage                          | Bezeichnung | Beschreibung                                                                                      | Erfassungs- nummer | Ausweisungsart | Bild |
| ----------------------------- | ----------- | ------------------------------------------------------------------------------------------------- | ------------------ | -------------- | ---- |
| Koordinaten fehlen! Hilf mit. | Synagoge    | 1829/30 errichtete Synagoge, während der Reichspogromnacht am 9. November 1938 in Brand gesteckt. |                    |                |      |

### Stangerode
| Lage          | Bezeichnung | Beschreibung | Erfassungs- nummer | Ausweisungsart | Bild |
| ------------- | ----------- | ------------ | ------------------ | -------------- | ---- |
| Steinklippe 2 | Bauernhof   |              | 094 65122          | Baudenkmal     |      |

### Sylda
| Lage       | Bezeichnung | Beschreibung | Erfassungs- nummer | Ausweisungsart | Bild |
| ---------- | ----------- | ------------ | ------------------ | -------------- | ---- |
| Am Ring 10 | Bauernhof   |              | 094 65132          | Baudenkmal     |      |

### Welbsleben
| Lage                  | Bezeichnung        | Beschreibung    | Erfassungs- nummer | Ausweisungsart | Bild |
| --------------------- | ------------------ | --------------- | ------------------ | -------------- | ---- |
| Grüne Gasse 3 (Karte) | Wirtschaftsgebäude | 2020 abgerissen | 094 65173          | Baudenkmal     | BW   |

### Wiederstedt
| Lage                      | Bezeichnung | Beschreibung | Erfassungs- nummer | Ausweisungsart | Bild |
| ------------------------- | ----------- | ------------ | ------------------ | -------------- | ---- |
| oberer Friedhof           | Gedenkstein |              | 094 65194          | Baudenkmal     |      |
| mittlerer Friedhof        | Grabmal     |              | 094 66046          | Baudenkmal     |      |
| Dorfstraße 13 (Karte)     | Bauernhof   |              | 094 65196          | Baudenkmal     | BW   |
| Friedensstraße 16 (Karte) | Bauernhof   |              | 094 65189          | Baudenkmal     | BW   |

## Legende
In den Spalten befinden sich folgende Informationen:
- Lage: Nennt den Straßennamen und wenn vorhanden die Hausnummer des Kulturdenkmals. Die Grundsortierung der Liste erfolgt nach dieser Adresse. Der Link „Karte“ führt zu verschiedenen Kartendarstellungen und nennt die geographischen Koordinaten.
Link zu einem Kartenansichtstool, um Koordinaten zu setzen. In der Kartenansicht sind Baudenkmale ohne Koordinaten mit einem roten bzw. orangen Marker dargestellt und können in der Karte gesetzt werden. Baudenkmale ohne Bild sind mit einem blauen bzw. roten Marker gekennzeichnet, Baudenkmale mit Bild mit einem grünen bzw. orangen Marker.
- Offizielle Bezeichnung: Nennt den Namen, die Bezeichnung oder zumindest die Art des Kulturdenkmals und verlinkt, soweit vorhanden, auf den Artikel zum Objekt.
- Beschreibung: Nennt bauliche und geschichtliche Einzelheiten des Kulturdenkmals, vorzugsweise die Denkmaleigenschaften.
- Erfassungsnummer: Für jedes Kulturdenkmal wird in Sachsen-Anhalt eine 20stellige Erfassungsnummer vergeben. Die letzten zwölf Ziffern werden für die Untergliederung nach Teilobjekten genutzt und werden nur angegeben, soweit vergeben. In dieser Spalte kann sich folgendes Icon  befinden, dies führt zu Angaben zu diesem Baudenkmal bei Wikidata.
- Ausweisungsart: Die Einordnung des Denkmales nach § 2 Abs. 2 DenkmSchG LSA
- Bild: Ein Bild des Denkmales, und gegebenenfalls einen Link zu weiteren Fotos des Kulturdenkmals im Medienarchiv Wikimedia Commons. Wenn man auf das Kamerasymbol klickt, können Fotos zu Kulturdenkmalen aus dieser Liste hochgeladen werden: